# E album
《E album》은 KinKi Kids의 5번째 앨범이다. 2001년 7월 25일 발매. 최고순위는 1위이다. 전작 앨범인 'D album'의 발매 후 7개월만에 발매되었다. 오리콘 차트에서 톱으로 데뷔하여 첫 주에 400,480장을 판매했다.

## 수록곡
1. LOVESICK
작사: 戸川暢美(도자와 노부미)　작곡・편곡: Face 2 fAKE
2. ボクの背中には羽根がある (E Edit)
작사: 松本隆(마츠모토 타카시)　작곡: 織田哲郎(오다 테츠로)　편곡: 家原正樹(이에하라 마사키)
도모토 쯔요시 주연 「向井荒太の動物日記 愛犬ロシナンテの災難(애견 로시난테의 재난)」(2001년) 주제가
3. No Control
작사: 牧穂エミ(마키호 에미)　작곡・편곡: 長岡成貢(나가오카 나리츠구)
4. 百年ノ恋
작사・작곡: 堂本剛(도모토 쯔요시)　편곡: 知野芳彦(치노 요시히코)
도모토 쯔요시 솔로곡
5. Father
작사: 篠崎隆一(시노자키 류이치)　작곡: 奥居香(오쿠이 카오리)　편곡: 林部直樹(하야시베 나오키)
6. 手を振ってさよなら
작사・작곡・편곡: オオヤギヒロオ(오오야기 히로오)
7. Broken冷蔵庫
작사: 戸沢暢美(도자와 노부미)　작곡: 宮崎歩(미야자키 아유미)　편곡: CHOKKAKU
8. 情熱
작사: Satomi　작곡: Boris Durdevic  편곡: 松本良喜(마츠모토 료키)
KinKi Kids의 12번째 싱글
도모토 코이치 주연 「ルーキー!(루키!)」(2001년) 주제가
9. Love U4 Good
작사: double S　작곡: 松本良喜(마츠모토 료키)　편곡: 安部潤(아베 준)
10. -so young blues-
작사: 松岡充(마츠오카 미츠루)　작곡: 堂本光一(도모토 코이치)　편곡: 鈴木雅也(스즈키 마사야)
도모토 코이치 솔로곡
11. HONEY RIDER
작사: 相田毅(아이다 타케시)　작곡・편곡: 原一博(하라 카즈히로)
12. 月光
작사: 浅田信一(아사다 신이치)　작곡: 飯田建彦(이이다 타케히코)　편곡: ha-j
13. 情熱 (Acoustic Version)
작사: Satomi　작곡: Boris Durdevic  편곡: 吉田建(요시다 켄)